# Оиннигес-Ары
Оинни́гес-Ары́ — небольшой остров в Оленёкском заливе моря Лаптевых. Административно относится к территории Якутии.
Остров расположен в центральной части залива, в дельте реки Оленёк. Находится между протоками Кугун-Тёбюлеге на юге, островом Касьян-Арыта на западе и островами Уйбакан-Пастах-Ары на востоке.
Остров имеет удлинённую форму, вытянутую с севера на юг. Покрыт болотами, имеется несколько небольших озёр, в северо-западной части — пески. На севере окружён отмелями.